# Toshiya Fujita
Toshiya Fujita (Shizuoka, 4 de outubro de 1971) é um ex-futebolista profissional japonês, meio-campista,

## Carreira
Fujita se profissionalizou noJúbilo Iwata, em 1993. Posteriormente jogou Roasso Kumamoto.

## Seleção
Fujita integrou a Seleção Japonesa de Futebol na Copa América de 1999.

## Títulos
Japão
- Copa da Ásia: 2004